# Philips VG 8020
Philips VG 8020 (VG 8020) је био кућни рачунар фирме Philips који је почео да се производи у Холандији од 1984. године.
Користио је Zilog Z80 као микропроцесор. РАМ меморија рачунара је имала капацитет од 64 kb. 
Као оперативни систем кориштен је MSX DOS (са опционом дискетном јединицом).

## Детаљни подаци
Детаљнији подаци о рачунару VG 8020 су дати у табели испод.
|                       |                                                            |
| 8020                  |                                                            |
| Произвођач            |                                                            |
| Тип                   | кућни рачунар                                              |
| Меморија              | 64                                                         |
| Поријекло             | Холандија                                                  |
| Година                | 1984                                                       |
| Тастатура             | AZERTY / QWERTY, механичка тастатура                       |
| Процесор              |                                                            |
| Фреквенција процесора | 3,58                                                       |
| RAM                   | 64                                                         |
| ROM                   | 32 BASIC/BIOS (MSX BASIC V1.0)                             |
| Текст                 | мод 0: 40 x 24                                             |
| Графика               | мод 2 : 256 x 192 са 16 боја (Hires мод)                   |
| Боја                  | 16                                                         |
| Звук                  | General Instruments AY-3-8910 Programmable Sound Generator |
| Димензије             | 28 x 21 x 4,2 / 820 g                                      |
| Портови               |                                                            |
| Оперативни систем     | (са опционом дискетном јединицом)                          |